# Dorfgastein
Dorfgastein est une commune du land de Salzbourg (Autriche), qui se trouve au sud de la capitale de Salzbourg, à 830 m d'altitude.
Il y a environ 1650 habitants et la montagne la plus haute est le Bernkogl.
Les autres communes qui appartiennent à la vallée de reculée Gastein sont :
- Bad Hofgastein
- Sportgastein
- Bad Gastein

Les quartiers de Dorfgastein s’appellent Unterberg, Luggau, Maierhofen et Klammstein.

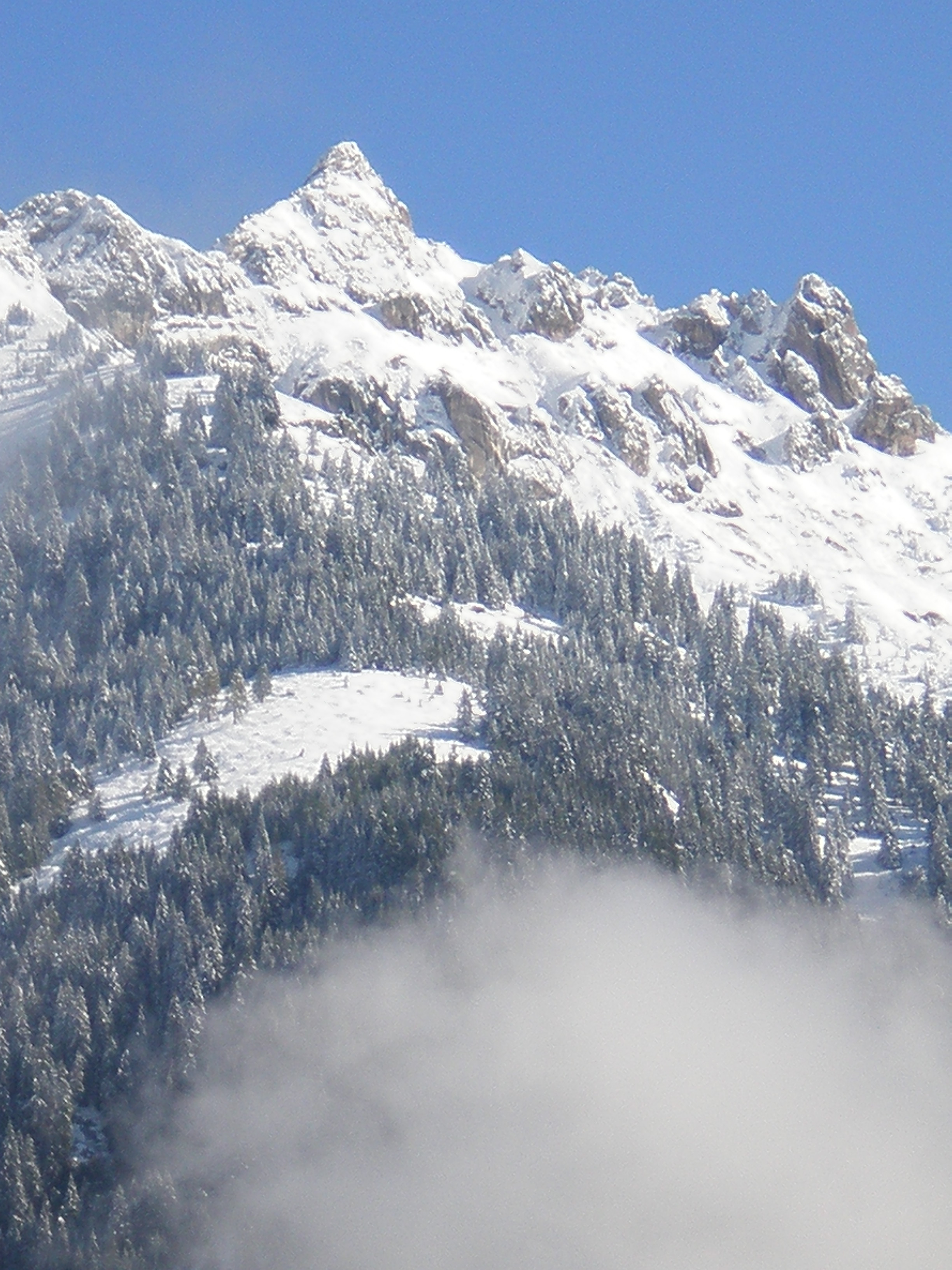
Schuhflicker, montagne à Dorfgastein

À Dorfgastein, il y a huit ficelles remonte-pentes avec lesquels on peut faire du ski. Le domaine skiable est relié à celui de Grossarl (55 km de pistes). En été on peut faire de belles promenades. Il y a le chemin touristique « Via Aurea » ou le « chemin des alpages de Salzbourg ». À Dorfgastein il y a une piscine avec un très bon sauna. Le premier weekend d’août, les habitants font une grande fête, la fête du village (« Dorffest »).
Il y a aussi une église. Et on peut visiter la « Entrische Kirche », qui est une grotte. Les protestants ont utilisé cette grotte à l’époque de la Contre-Réforme.
Il y a de nombreuses associations telles que l’association des pompiers, des retraités, des apiculteurs, des médecins de montagne, des joueurs de eisstock, des jardiniers etc.
Dorfgastein a plusieurs amicales intéressantes :
- Alpenverein
- Bergrettung
- Brauchtumsgruppe
- Dorfgasteiner Thermikgeier
- Eisschützen
- Feuerwehr
- Gasteiner Schützenkompanie
- Herreitergruppe
- Imkeverein
- Kameradschaftsbund
- Kirchenchor
- Obst- und Gartenbauverein
- Oldtimerverein
- Pensionisten
- Plattenwerfer
- Senioren
- Sportschützen
- Trachtenmusikkapelle Strochner
- Tennisverein ASKÖ Stoani
- USV Dorfgastein
- Wasserrettung
- Wintersportverein